# Онещ
Онещ (на румънски: Oneşti) е град в Румъния, жудец Бакъу. Основан е на 14 декември 1458 г. Средна надморска височина 175 m. Свети Николай е покровител на града. Празникът на града е на 6 декември. В града е родена румънската гимнастичка Надя Команечи, както и известният композитор Джордже Енеску. Население 51 681 жители от преброяването през 2002 г. Кмет на града е Емил Лемнару от Социалдемократическата партия.